# Le Sphinx

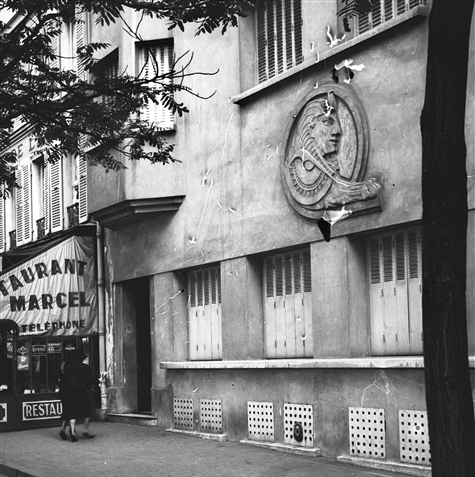
Sphinx 31 Boulevard Edgar-Quinet

Le Sphinx (La Esfinge) era un burdel de lujo de París, abierto en 1931 y cerrado en 1946, en el n.º 31 del bulevar Edgar-Quinet, en el distrito 14 de París.
Le Sphinx se distinguía por una arquitectura y una decoración de inspiración neoegipcia. Era uno de los establecimientos más caros y más conocidos en París, junto con Le Chabanais y el One-Two-Two.

## Los orígenes de Le Sphinx
El establecimiento era un soberbio lupanar de lujo, que abrió sus puertas en el bulevar Edgar-Quinet como American Bar, el 24 de abril de 1931. Ocupó el emplazamiento de un antiguo marmolista funerario, cuyo sótano se comunicaba directamente con las catacumbas. Durante la construcción del edificio, una puerta permitía una retirada discreta hacia los subterráneos en caso de necesidad.
El local pertenecía a cuatro socios, entre ellos Carlos Martel, vinculado a los gánsteres Paul Carbone y François Spirito, de Marsella, que explotaban muchos burdeles en la Costa Azul. Martel confió la gerencia de Le Sphinx a Georges Le Mestre y su mujer, Marthe Marguerite, llamada «Martoune», como encargada, quienes se aseguraron de tener buenas relaciones con el prefecto de policía, Jean Chiappe, con Albert Sarraut, presidente del Consejo en 1933 y ministro varias veces, y con Paul Reynaud, influyente político y también ministro en varias ocasiones.
Le Sphinx no era un burdel en el sentido habitual de la palabra. La atracción principal no estaba en las habitaciones ricamente decoradas en estilo neoegipcio, con aire acondicionado y camas niqueladas, sino en el bar y sala de baile del primer piso, donde también se podía hacer un corte de pelo o una pedicura. Había normalmente quince chicas, seleccionadas por la madame, en la barra. Aun así, nadie las forzaba a tener sexo con los clientes, la chica lo decidía. Algunas trabajadoras de Le Sphinx nunca se involucraron en la prostitución, sino que trabajaban como «azafatas», recibiendo comisión de las bebidas consumidas por los clientes. Probablemente, fue esta característica lo que lo hizo tan popular entre los bohemios franceses de la época.

## El espionaje de la BRP
Obviamente, la BRP (Brigade de répression du proxénétisme) vigilaba muy de cerca Le Sphinx, que era uno de los burdeles parisinos más lujosos en la década de 1930. Se hicieron escuchas, fotografías y fichas policiales para vigilar a la clientela. Un certificado de salud, efectuado durante un control sanitario el 10 de noviembre de 1936, muestra que la casa empleaba a cinco patronas y 65 pupilas vestidas con ropa provocativa. El prostíbulo estaba abierto desde las tres de la tarde hasta las cinco de la madrugada, con tres servicios por mujer y día a la semana, y dos el domingo, por un precio único de 30 francos, más la propina.

## La ocupación: 1940-1944
Con el fin de garantizar el «abastecimiento» sexual a los militares y reducir al mínimo el contacto del ejército alemán con la población civil femenina, las autoridades de ocupación decidieron requisar los burdeles de París. Se encargó a los servicios médicos de la Wehrmacht la organización de la reapertura y el control sanitario de estos establecimientos. El capitán Haucke, comisario de la Geheime Feldpolizei, fue el encargado de gestionar la actividad de la prostitución parisina. En seguida, asignó a los oficiales cinco locales de alto standing: Les Belles poules, Le Sphinx, Le Chabanais, el One-Two-Two y el burdel situado en el n.º 50 de la rue St. George.

## Visitantes ilustres
Entre las celebridades que frecuentaron los salones o las habitaciones de Le Sphinx se encuentran:
- Los escritores Joseph Kessel, Georges Simenon, Albert Legrand, Francis Carco, Blaise Cendrars, Alexandre Breffort, Henri Béraud, Georges de la Fouchardière, Jacques Prévert, Jean-Paul Sartre, Colette, Simone de Beauvoir y Ernest Hemingway.

- Los pintores Moïse Kisling, Foujita y Pascin, con sus modelos Kiki de Montparnasse, Youki Desnos, Madeleine Sologne y su amiga Marlene Dietrich.

- Errol Flynn y Gary Cooper.

- La cantante Fréhel, ya muy cansada, iba al local a cantar con su voz ronca.

- El presidente del Consejo y varias veces ministro y embajador Albert Sarraut era un fuerte apoyo; y Jean Chiappe y Paul Reynaud, así como una cohorte de políticos, empresarios y altos funcionarios.

- El estafador financiero Alexandre Stavisky con la modelo Arlette Simon, de Chanel.

- Los gánsteres François Spirito y Paul Carbone, socios del propietario, con el barón de Lussat.

- En sus memorias, «Martoune» afirma haber alojado en 1932 a Eva Braun y unos amigos, y después haber visto comiendo en el restaurante de Le Sphinx al canciller Adolf Hitler,[4] durante su visita relámpago a París el 23 de junio de 1940.[5]

## El final de Le Sphinx
El edificio fue requisado después de la guerra para dar cabida a estudiantes convalecientes de la Fundación de Francia.
Le Sphinx, lugar de cita de artistas, políticos y gánsteres de los años treinta, fue demolido por sus promotores en 1962, acabando con sus frescos de Van Dongen y su decoración neoegipcia. Desde entonces, es una oficina de la Banque Populaire de París.